# Kwon Hwa-woon
Kwon Si-hyun (hangul= 권시현, nacido el 28 de julio de 1989) mejor conocido artísticamente como Kwon Hwa-woon (hangul= 권화운) es un actor surcoreano.

## Carrera
Es miembro de la agencia "935 Entertainment".
En junio del 2016 se unió al elenco recurrente de la serie Secrets of Women donde interpretó a Kang Ji-chan, el hermano de Kang Ji-yoo (So Yi-hyun), quien trabaja en una cafetería.
En marzo del 2018 se unió al elenco recurrente de la serie Switch (también conocida como "Switch: Change the World") donde dio vida a Jo Sung-doo, un miembro del club "Namsan" y asociado de Geum Tae-woong (Jung Woong-in), hasta el final de la serie el 17 de mayo del mismo año.
Ese mismo año se unió al elenco recurrente de la serie Sky Castle donde interpretó al doctor Lee Choong-sun, un médico residente de ortopédica.
En el 2019 se unió al elenco recurrente de la serie Doctor John donde dio vida a Heo Joon, un residente de anestesiología de cuarto año del Hanse Hospital y un estudiante del médico Cha Yo-han (Ji Sung).
El 4 de septiembre del 2020 se unió al elenco principal de la serie Lies of Lies (거짓말의 거짓말) donde interpretó a Kim Yeon-joon, un golfista profesional que sólo tiene ojos para una mujer cuando se trata de amor, hasta el 24 de octubre del mismo año.
En septiembre del mismo año se unió al elenco recurrente de la serie Zombie Detective donde dio vida a Cha Do-hyun, un detective del departamento de crímenes violentos.
En abril de 2021 se unió al elenco recurrente de la serie River Where the Moon Rises donde interpretó al Rey Yeongyang, el hermano menor de la Princesa Pyeonggang (Kim So-hyun), hasta el final de la serie el 20 de abril del mismo año. El actor Park Sang-hoon interpretó al Príncipe Go-won (quien más tarde se convertiría en el Rey Yeongyang) de adolescente.
El 14 de agosto del mismo año se unirá al elenco principal de la serie Please Check the Event (también conocida como "Check Out the Event") donde dará vida a Park Do-kyun, el líder y vocalista de una banda indie.

## Filmografía

### Series de televisión
| Año             | Título                                  | Personaje             | Notas        |
| --------------- | --------------------------------------- | --------------------- | ------------ |
| 2021 - presente | Please Check the Event                  | Park Do-kyun          |              |
| 2021            | Mouse                                   | Sung Yo-han           | [ 17 ]       |
| 2021            | River Where the Moon Rises              | Rey Yeongyang         |              |
| 2020            | Zombie Detective                        | Det. Cha Do-hyun      | 12 episodios |
| 2020            | Lies of Lies                            | Kim Yeon-joon         | [ 18 ]       |
| 2019            | Doctor John                             | Dr. Heo Joon          |              |
| 2018            | Sky Castle                              | Dr. Lee Choong-sun    |              |
| 2018            | Switch                                  | Jo Sung-doo           |              |
| 2017            | Oh, the Mysterious                      | Hyeon Jin-gyeom       |              |
| 2016            | Secrets of Women                        | Kang Ji-chan          |              |
| 2015            | Six Flying Dragons                      | Hwang Hee             |              |
| 2015            | Scholar Who Walks the Night             | Hyun Gyu              |              |
| 2014 - 2015     | Birth of a Beauty                       | Líder del Equipo Choi |              |
| 2013            | Princess Aurora                         | Ho Joon               |              |
| 2012            | To the Beautiful You                    | -                     |              |
| 2012            | What is Mom?                            | -                     |              |
| 2009            | Boys Over Flowers                       | -                     |              |
| 2008            | The Lawyers of The Great Republic Korea | -                     |              |

### Películas
| Año  | Título              | Personaje              | Notas                                                                           |
| ---- | ------------------- | ---------------------- | ------------------------------------------------------------------------------- |
| 2020 | 메소드연기          | 편의점사장             |                                                                                 |
| 2019 | 출국심사            | 한상두                 |                                                                                 |
| 2015 | Northern Limit Line | Soldado Kim Seung-hyun | junto a Kim Mu-yeol, Jin Goo, Lee Hyun-woo, Lee Wan, Kim Ji-hoon y Jang Eui-soo |
| 2012 | 갑과을그리고 병     | 정갑                   |                                                                                 |

### Aparición en videos musicales
| Año  | Intérprete(s)     | Canción            | Notas  |
| ---- | ----------------- | ------------------ | ------ |
| 2019 | Momoland ft. ERIK | "Love Is Only You" | [ 19 ] |
| 2013 | MJ ft. Woo Hye-mi | "Empty Glass"      |        |
| 2012 | Dal Shabet        | "Have, Don't Have" |        |
| 2012 | Ailee             | "I'll Show You"    | [ 20 ] |

### Anuncios
| Año | Título                       | Notas |
| --- | ---------------------------- | ----- |
| -   | SK Telecom LTE               |       |
| -   | 타이틀 하정우편 - "국가대표" |       |
| -   | SM5                          |       |
| -   | Ponds Cosmetics (화장품)     |       |
| -   | 청하                         |       |
| -   | WHO A U                      |       |

## Premios y nominaciones
| Año  | Categoría                                | Premios              | Trabajo                | Resultado |
| ---- | ---------------------------------------- | -------------------- | ---------------------- | --------- |
| 2021 | Best Couple Award (junto a Ahn Woo-yeon) | 2021 MBC Drama Award | Please Check the Event | Nominados |